# Певзнер, Керен
Ке́рен Пе́взнер (ивр. קרן פבזנר‎, урождённая Кира Геннадьевна Коновалова; род. 8 мая 1961 года в Баку, Азербайджанская ССР), известна также как автор ретро-детективов под псевдонимом Катери́на Врубле́вская — израильская писательница и публицист, преподаватель языка иврит и компьютерных дисциплин, переводчик, автор ряда учебников, кулинарных книг, энциклопедий, издатель, блогер. В прошлом координатор Министерства алии и интеграции Израиля, работник программы социально-экономического развития «Висконсин»

## Биография
Кира Коновалова родилась 8 мая 1961 года в Баку. Происходит из семьи потомственных бакинских нефтяников. Её прадедами были европейские специалисты (евреи и немцы), участвовавшие в разработке фирмой братьев Нобель каспийских месторождений по приглашению Зейналабдина Тагиева. Один из них, Иоганн (Иван Александрович) Мадервакс, работал вместе с отцом Рихарда Зорге, инженером-технологом Густавом Вильгельмом Зорге; позже он перешёл на работу в Каспийском пароходстве, а в 1938 году был репрессирован и расстрелян.
Училась в 20-й бакинской школе, позже получила высшее образование по специальности «инженер-электрик» в Азербайджанском институте нефти и химии им. М. Азизбекова (который ранее окончили её бабушка и оба родителя). Работала по распределению в НПО «АзерЭлектроТерм».
В 1990 вместе со вторым мужем и сыном репатриировалась в Израиль. Испытала множество профессий, начиная от кибуцницы и хозяйки продуктового магазинчика и заканчивая преподаванием иврита и работой в Министерстве абсорбции Израиля. В настоящее время живёт в Ашкелоне и занимается в качестве основной профессии преподаванием в колледже компьютерных дисциплин государственным служащим Израиля. Кроме того, Керен занята написанием обучающей литературы и издательской работой.
Была делегатом съезда общества дружбы «Азербайджан-Израиль».
С 2008 года ведёт колонку «Кулинарный комментарий» на ресурсе и в издании «Букник».
Под псевдонимом Кируля Аскалонская ведёт блог в ЖЖ.
Также у неё имеется аккаунт в социальной сети TikTok.
У Керен Певзнер два сына и две внучки.

## Творчество
По собственным словам автора, первые попытки писательства она предпринимала лет с восьми.
Первой опубликованной книгой Керен Певзнер был двухтомный самоучитель «Параллельный ульпан», написанный за два года с подачи учившегося на курсах у Керен писателя Даниэля Клугера и изданный в 1997 году в издательстве «Миры». Самоучитель удачно занял нишу написанных доступным языком самоучителей для русскоязычных репатриантов (а позже и для самостоятельного изучения языка в диаспоре, в частности, в России и Канаде) и выдержал с тех пор не менее 6 переизданий.
Первым художественным произведением писательницы стала детективная повесть «Исповедь убийцы», написанная и опубликованная в 1999 году в журнале «Искатель».
Первый писатель который написала детектив в письмах ("Первое дело Аполлинарии Авиловой")

## Художественные произведения
Детективы
Серия детективов о Валерии Вишневской. Издавалась в журналах «Искатель» и «Мир „Искателя“»)
- роман «Исповедь убийцы» — «Искатель» № 3 за 1999 год.
- повесть «Налог на недвижимость» — «Мир „Искателя“» № 6 за 1999 год.
- повесть «Чисто еврейское убийство» — «Искатель» № 10 за 1999 год.
- повесть «Смерть пилигрима» — «Искатель» № 1 за 2000 год.
- повесть «Смерть саксофониста» — «Мир „Искателя“» № 4 за 2000 год.
- повесть «Её последний круиз» — «Мир „Искателя“» № 10 за 2001 год.
- повесть «Светильник фараона» — «Искатель» № 2 за 2004 год.
- повесть «В поисках Голема» (2004).

Серия романов в стиле ретро-детектива об Аполлинарии Авиловой
- «Первое дело Аполлинарии Авиловой» — изд. «Просодия» (2002, 50 тыс.экз). Позже переиздан изд. «Книжный Клуб 36.6» в серии «Детектив пером женщины» (2005, 5 тыс.экз, ISBN 5-98697-015-2).
- «Дело о пропавшем талисмане» — изд. «Просодия» (2003, 50 тыс.экз, ISBN 5-8358-0009-6). Переиздан «Клубом 36.6» (2006, 5 тыс.экз).
- «Дело о старинном портрете» — изд. «Книжный Клуб 36.6» (2006, 5 тыс.экз, ISBN 5-98697-028-4).
- «Дело о рубинах царицы Савской» — издан вместе с романом Бориса Воробьёва «Корона царя Сайтафарна» в серии «Всемирная классика» ("Мир «Искателя») изд. «Искатель» (2006, 2700 экз, ISBN 5-89487-013-5). Позже издан изд. «Иврус» (Тель-Авив, 2008).

Фантастика
- «Город Ветров» — изд. «Миры» (Иерусалим, 2000).

Сборники публицистических эссе
- «Памятка начинающей любовнице… и всякая всячина»
- «Керен рассказывает… (этюды о жизни, любви и дальних странах)»

### Специальная литература
(все книги по умолчанию изданы издательством SeferIsrael, Тель-Авив)
Учебники по ивриту и израильскому делопроизводству, разговорники, словари специальной лексики (русский↔иврит)
- Учебник-самоучитель «Параллельный ульпан», ISBN 9657197090 — впервые издан в 1997, выдержал 7 изданий, с 3-го издания дополнен 2-м томом-хрестоматией под редакцией проф. Баруха Подольского. Общий тираж не менее 22 тыс. экземпляров.
- Разговорник «Позвольте спросить» — изд. «Миры» (1998), переиздан SeferIsrael в 2003 (ISBN 9657197112) и 2009 годах.
- Разговорник «Mini Сихон» (ISBN 9789657197127, 2004)
- Разговорник «Super Сихон» (ISBN 965-7197-00-7, под редакцией А. Соломоника, к 2009 году выдержал 6 изданий)
- «Словарь электрика» (2010)
- «Словарь программиста» (2010)
- «Современный словарь бухгалтера»
- «Музыкальный словарь»
- «Знакомьтесь — БЛАНК (практические советы)» (ISBN 9657197074; 2 издания 2002 и 2010 годов)
- «Знакомьтесь — БАНК (практические советы)» (2 издания)
- «Microsoft WORD на иврите и на русском» (2012)

Популярные энциклопедии
- «Еврейские имена» (2002, ISBN 9657197066)
- «Израильские блюда из рыбы» (2007, ISBN 9657197414)
- Энциклопедия лекарственных растений «Полезные травы и пряности Израиля» (7 изданий, ISBN 9657197228)
- «Израильские салаты» (3 издания, ISBN 9657197376)
- «Израильские соки» (2009, ISBN 9657197457)
- «Как едят в Израиле?» (2010, ISBN 9657197481) — собрание эссе, впервые опубликованных на проекте «Букник»